# Павлов, Юрий Михайлович (художник)
Юрий Михайлович Павлов (14 декабря 1935, Бузулук, Оренбургская область — 27 июля 2015, Санкт-Петербург) — советский и российский живописец, член Санкт-Петербургского Союза художников (до 1992 года — Ленинградской организации Союза художников РСФСР). Заслуженный работник культуры Российской Федерации (2013).

## Биография
Родился 14 декабря 1935 года в городе Бузулуке Оренбургской области. С 1953 по 1956 учился на факультете теории и истории искусств Ленинградского института живописи, скульптуры и архитектуры имени И. Е. Репина. В 1956 поступил на живописный факультет института, который окончил в 1962 по мастерской В. Орешникова с присвоением квалификации художника живописи. Дипломная работа — жанровая картина «А. П. Чехов и И. И. Левитан». По окончании учёбы в 1962—1965 продолжил занятия в творческой мастерской Академии художеств у В. Орешникова. В 1965 принят в члены Ленинградского Союза художников.

## Творчество
Участвовал в выставках с 1964 года, экспонируя свои работы вместе с произведениями ведущих мастеров изобразительного искусства Ленинграда. Пишет портреты, пейзажи, натюрморты, сложносочинённые композиции. Принадлежащий к поколению «шестидесятников», Юрий Павлов сложился как художник, обладающий своей индивидуальной манерой, в 1970-е годы. Его живопись отличают ассоциативность, нарочитая недосказанность в изображении предметного мира, намеренный уход от натурализма. Колорит как таковой утрачивает в работах художника самодостаточное значение, образуя некую сумеречную среду, зыбкий эквивалент времени, в которой по воле автора тонет всё несущественное.
В 1970-80 принадлежал к так называемому «левому крылу» Ленинградского Союза художников. Участник известных выставок одиннадцати ленинградских художников (1976) и 26 ленинградских и московских художников (1990). Автор картин «Старуха у печки» (1963), «Портрет искусствоведа Дьяконицына» (1964), «Портрет А. Блока», «Веранда» (обе 1967), «Рыбачка с Ладоги» (1971), «Цветы», «Фрукты на голубом», «Портрет художника Л. Птицына» (все 1972), «На даче» (1975), «Вечер в Горушке», «Перед грозой» (обе 1977), «Воскресенье» (1978), «Автопортрет», «Голубое окно» (обе 1979), «Поэты», «Спящая девочка» (обе 1980), «Дождливый день» (1981), «Натюрморт с хрусталём» (1982), «Античный театр ночью» (1986), «Концерт (С. Рихтер)», «Лариса», «Вечерний натюрморт» (все 1988), «Урок музыки» (1990), «Женщина в шляпке» (1998) и др.
Произведения Ю. М. Павлова находятся в Русском музее, Третьяковской галерее, в музеях и частных собраниях в России, Китае, Германии, Корее, Болгарии, Польше, Франции и других странах.

## Выставки
- 1964 год (Ленинград): Ленинград. Зональная выставка.
- 1965 год (Ленинград): Весенняя выставка произведений ленинградских художников.
- 1968 год (Ленинград): Осенняя выставка произведений ленинградских художников.
- 1969 год (Ленинград): Весенняя выставка произведений ленинградских художников.
- 1971 год (Ленинград): Наш современник. Каталог выставки произведений ленинградских художников 1971 года.
- 1972 год (Ленинград): Наш современник. Вторая выставка произведений ленинградских художников.
- 1973 год (Ленинград): Натюрморт. Выставка произведений ленинградских художников.
- 1975 год (Ленинград): Наш современник. Зональная выставка произведений ленинградских художников.
- 1976 год (Москва): Изобразительное искусство Ленинграда.
- 1977 год (Ленинград): Выставка произведений ленинградских художников, посвящённая 60-летию Великого Октября.
- 1978 год (Ленинград): Осенняя выставка произведений ленинградских художников.
- 1980 год (Ленинград): Зональная выставка произведений ленинградских художников.
- 1997 год (Санкт-Петербург): Связь времён. 1932—1997. Художники — члены Санкт-Петербургского Союза художников России .

## Награды и звания
- Медаль ордена «За заслуги перед Отечеством» I степени (14 ноября 2005 года) — за заслуги в области культуры и искусства, многолетнюю плодотворную деятельность[21].
- Медаль ордена «За заслуги перед Отечеством» II степени (19 ноября 1997 года) — за заслуги перед государством, большой вклад в укрепление дружбы и сотрудничества между народами, многолетнюю плодотворную деятельность в области культуры и искусства[22].
- Заслуженный работник культуры Российской Федерации (25 июля 2013 года) — за заслуги в области культуры, печати и многолетнюю плодотворную работу[23].